# Les Aventuriers de l'or perdu
Pour plus de détails, voir Fiche technique et Distribution.
Les Aventuriers de l'or perdu ou Safari cannibale (Horror Safari ou Safari senza ritorno) est un film d'aventures italo-hongkongais réalisé par Alan Birkinshaw aux Philippines et sorti en 1982, avec Stuart Whitman dans le rôle principal. Parmi les seconds rôles, on trouve Harold Sakata, qui a acquis une notoriété internationale dans le rôle d'Oddjob dans Goldfinger (1965), Woody Strode, révélé par John Ford dans Le Sergent noir (1960), ainsi que l'actrice néerlando-indonésienne Laura Gemser.

## Synopsis
Lorsque les troupes japonaises se retirent des Philippines en 1945 après cinq ans d'occupation et d'exploitation sans scrupules, une troupe d'occupation escorte une cargaison d'or volée à travers la jungle impraticable d'une île. Leur objectif est une petite ville côtière isolée qu'ils tentent d'atteindre par des chemins détournés. La marche difficile, qui dure plusieurs semaines, se transforme en calvaire. La fièvre et l'épuisement frappent les hommes. Affaiblis, ils sont attaqués par des guerriers d'une tribu indigène. Seuls trois officiers échappent au carnage. L'or est abandonné dans une grotte au milieu de la jungle.
36 ans plus tard, Rex Larson, un aventurier louche, retrouve les trois survivants de cette époque pour une chasse au trésor planifiée. Poussé par l'appât du gain, il tente d'entrer en possession d'une carte sur laquelle figure le chemin menant à l'or. Pour cela, il n'hésite pas à tuer. Contre une participation aux bénéfices, il s'assure finalement les services du Japonais Tobachi, le dernier survivant. Pendant ce temps, le millionnaire Jefferson prend en charge le financement de l'opération, non sans poser des exigences douloureuses. Le bailleur de fonds pousse Larson à engager l'Américain alcoolique Mark Forrest, l'ennemi intime de Larson, comme éclaireur. Poussé par la perspective de rencontrer son vieil adversaire, qui lui a autrefois volé sa femme infidèle, ce dernier finit par participer à la recherche. Forrest ne poursuit aucun intérêt financier, tout comme la jeune et séduisante fille du millionnaire : Janice Jefferson.
L'expédition composée de Mark, Larson, Tobachi, du financier Douglas, de sa fille Janice et d'autres participants se met finalement en route. L'entreprise se transforme en une marche épuisante vers la mort. Un conflit latent entre Mark et Rex menace de s'envenimer. Dès la première nuit, Larson commence à se débarrasser des compagnons qu'on lui a imposés. Afin de détourner tout soupçon, il simule plus tard sa mort. En secret, il suit cependant le groupe qu'il décime sans émotion et de manière constante. Lorsque les porteurs s'enfuient au bout de plusieurs semaines, les aventuriers se réduisent à trois personnes : Tobachi, Mark et Janice. Ils atteignent finalement leur objectif ensemble.
Soudain, Larson entre en scène et assassine Tobachi. Il force ensuite les chasseurs de trésor restants à récupérer l'or. Mais Mark et Janice se rebellent contre le méchant. Des combats s'ensuivent, au cours desquels les protagonistes parviennent à vaincre le tueur en série dans un combat à mort. Dans la dernière scène du film, Mark embrasse Janice, beaucoup plus jeune, avec laquelle il a eu une relation amoureuse décalée dans le temps.

## Fiche technique
- Titre français : Les Aventuriers de l'or perdu ou Safari cannibale[1]
- Titre original : Horror Safari ou Safari senza ritorno ou Invaders of the Lost Gold[2]
- Réalisation : Alan Birkinshaw
- Scénario : Bill James
- Photographie : Roberto Forges Davanzati
- Montage : Roger Cook
- Musique : Francesco De Masi
- Décors : Ruben Arthur Nicdao
- Production : Dick Randall
- Société de production : Spectacular Trading Company
- Pays de production :  Italie -  Hong Kong
- Langue originale : anglais britannique
- Format : Couleurs - 1,85:1 - Mono - 35 mm
- Genre : Film d'aventures
- Durée : 79 minutes
- Date de sortie :
  - Turquie : 20 septembre 1982
  - Italie : décembre 1982
  - France : 15 décembre 1982[1]

## Distribution
- Stuart Whitman : Mark Forrest
- Edmund Purdom : Rex Larson
- Woody Strode : Cal
- Glynis Barber : Janice Jefferson
- David De Martyn : Douglas Jefferson
- Harold Sakata : Tobachi
- Laura Gemser : Maria